# Thalictrum falconeri
Thalictrum falconeri är en ranunkelväxtart som beskrevs av Lecoyer. Thalictrum falconeri ingår i släktet rutor, och familjen ranunkelväxter. Inga underarter finns listade i Catalogue of Life.